# Lythrypnus
Lythrypnus is een geslacht van straalvinnige vissen uit de familie van grondels (Gobiidae).

## Soorten
De volgende soorten zijn bij het geslacht ingedeeld:
- Lythrypnus alphigena (Bussing, 1990)
- Lythrypnus brasiliensis (Greenfield, 1988)
- Lythrypnus cobalus (Bussing, 1990)
- Lythrypnus crocodilus (Beebe & Tee-Van, 1928)
- Lythrypnus dalli (Gilbert, 1890)
- Lythrypnus elasson (Böhlke & Robins, 1960)
- Lythrypnus gilberti (Heller & Snodgrass, 1903)
- Lythrypnus heterochroma (Ginsburg, 1939)
- Lythrypnus insularis (Bussing, 1990)
- Lythrypnus lavenbergi (Bussing, 1990)
- Lythrypnus minimus (Garzón & Acero P., 1988)
- Lythrypnus mowbrayi (Bean, 1906)
- Lythrypnus nesiotes (Böhlke & Robins, 1960)
- Lythrypnus okapia (Robins & Böhlke, 1964)
- Lythrypnus phorellus (Böhlke & Robins, 1960)
- Lythrypnus pulchellus (Ginsburg, 1938)
- Lythrypnus rhizophora (Heller & Snodgrass, 1903)
- Lythrypnus solanensis (Acero P., 1981)
- Lythrypnus spilus (Böhlke & Robins, 1960)
- Lythrypnus zebra (Gilbert, 1890)